# Killer Bees de la vallée du Rio Grande
Pour les articles homonymes, voir Killer Bee.
Les Killer Bees de la vallée du Rio Grande étaient une franchise professionnelle de hockey sur glace en Amérique du Nord qui évoluait dans la Ligue centrale de hockey. L'équipe était basée à Hidalgo au Texas.

## Historique
La franchise a été créée en 2003 et est engagée dans la Ligue centrale de hockey.

### Saisons en LCH
Note: PJ : parties jouées, V : victoires, D : défaites, N : matchs nuls, DP : défaite en prolongation, DF: Défaite en fusillade, Pts : Points, BP : buts pour, BC : buts contre, Pun : minutes de pénalité
| Saison  | PJ | V  | D  | N | DP | DF | Pts | Classement                   | Séries éliminatoires                     |
| ------- | -- | -- | -- | - | -- | -- | --- | ---------------------------- | ---------------------------------------- |
| 2009-10 | 64 | 27 | 27 | - | 2  | 8  | 64  | 6e place, conférence sud     | Non qualifiée                            |
| 2008-09 | 64 | 35 | 24 | - | 3  | 2  | 73  | 3e place, conférence sud-est | Défaite 2e ronde                         |
| 2007-08 | 64 | 16 | 41 | - | 3  | 4  | 39  | 4e place, conférence sud-est | Non qualifiée                            |
| 2006-07 | 64 | 28 | 28 | - | 8  | -  | 64  | 3e place, conférence sud-est | Défaite en quart de finale de conférence |
| 2005-06 | 64 | 33 | 25 | - | 6  | -  | 72  | 2e place, conférence sud-est | Défaite en première ronde                |
| 2004-05 | 60 | 19 | 38 | - | 3  | -  | 41  | 4e place, conférence sud-est | Ne participe pas                         |
| 2003-04 | 64 | 32 | 24 | - | 8  | -  | 72  | 2e place, conférence sud-est | Défaite en première ronde                |